# Enigma (proyecto musical)
Enigma es un proyecto musical electrónico alemán creado por Michael Cretu en 1990. Cretu concibió el proyecto Enigma mientras estaba trabajando en Alemania, aunque decidió emplazar los estudios de grabación en A.R.T. Studios situado en la isla de Ibiza (España) desde principios de los años 1990 hasta mayo de 2009, donde grabó todos los álbumes de estudio. Cretu es tanto el compositor como el productor del proyecto. Su exesposa, la cantante Sandra, había colaborado vocalmente en algunos temas de los discos de Enigma. Jens Gad participó como arreglista y también como guitarrista en tres de los álbumes de Enigma. Peter Cornelius colaboró también con Enigma durante los años 90.
Enigma produjo 8 álbumes de estudio. 
Cretu había sido uno de los primeros en crearse un estudio de grabación digital privado en su propia casa, e incluir samples vocales y elementos musicales no percusivos en sus grabaciones, como cantos gregorianos y la flauta shakuhachi.
Enigma llegó a vender más de 70 millones de discos a nivel mundial, por lo cual recibió más de cien certificaciones de disco de oro y platino. El proyecto musical recibió asimismo tres nominaciones a los premios Grammy y se le consideró como uno de los más exitosos proyectos musicales.

## Historia
Michael Cretu ya tuvo su propia carrera musical en marcha desde finales de la década de 1970, y, aparte de algunas colaboraciones con otros músicos, también produjo los discos de la cantante Sandra, con la que se casaría en 1988. Antes de Enigma publicó algunos álbumes bajo su propio nombre, pero ninguno de ellos tuvo mucho éxito. Cretu reveló en una entrevista que llegó a creer que sus ideas ya se habían agotado para entonces.
En diciembre de 1990, y después de ocho meses de preparación, Cretu publicó el álbum de debut de Enigma, MCMXC a.D.. El álbum recibió 57 discos de platino por lo que significaron sus ventas en todo el mundo, encabezando las listas en 41 países, y convirtiéndose así en el mayor éxito que tuvo Virgin Records durante aquel tiempo. Dicho álbum tuvo una repercusión comercial mundial a través del sencillo «Sadeness (Part I),», que consistía en un ritmo bailable con cantos gregorianos y alusiones sexuales, lo que era muy peculiar para los oídos del público de entonces. Cretu explicó después que el álbum trataba sobre crímenes sin resolver y de temas filosóficos, como la vida después de la muerte: de ahí el nombre Enigma. «Sadeness (Part I)» pronto subió a lo más alto de las listas de Alemania y Francia, llegando a alcanzar un gran éxito internacional. El título del álbum MCMXC a.D. es la numeración romana para el año de su lanzamiento, 1990. Según Cretu, la inspiración para la creación del proyecto surgió de su deseo de hacer un tipo de música que no obedeciera a "las viejas reglas y costumbres" y presentara una nueva forma de expresión artística con componentes místicos y experimentales.
Las voces gregorianas para «Sadeness (Part I)» fueron extraídas en su mayoría del álbum Paschale Mysterium del año 1976 por el coro Capella Antiqua de Múnich, dirigido por Konrad Ruhland, concretamente de su tema «Cum Angelis + Salmo 24 (23)». Las voces se utilizaron sin permiso pero en 1994 hubo una sentencia con la que hubo que compensar al coro.
Antes de que el álbum fuera publicado, Cretu tomó la decisión de no figurar en el disco con su verdadero nombre, ni mencionar el nombre real de la mayor parte de sus colaboradores. Él mismo se acreditó con el nombre de Curly M.C. (curly significa «rizado» en inglés, en referencia al tipo de pelo de Michael Cretu; y M.C. eran las iniciales de su nombre y apellido). Con ese anonimato trató de concentrar al público solo en la música, creando un abismo de misterio por saber quién o quiénes se escondían tras el nombre de Enigma.
En 1993, unos productores le ofrecieron la posibilidad de componer la banda sonora original de la película cinematográfica Sliver, siéndole a Cretu imposible de aceptar tal ofrecimiento. En cambio, presentó los temas «Carly's Song» y «Carly's Loneliness» (dos versiones de «Age of Loneliness», tema que aparecería en su siguiente álbum The Cross of Changes), que fueron usados en la película y acreditados en la banda sonora correspondiente.
The Cross of Changes, editado en el mismo año 1993, tuvo una aceptación pública igual a la que tuvo el álbum anterior, aunque vendiendo menos copias de las esperadas; incorporaba influencias tribales y étnicas y vendió más de ocho millones de ejemplares en todo el mundo,[5]  De ese disco procedió uno de los sencillos más exitosos de Enigma, «Return to Innocence». Sin embargo, tanto este álbum como MCMXC a.D. fueron objeto de sendas demandas judiciales por contener material sampleado ilegalmente y sin mencionar a sus autores originales.
En 1996 salió al mercado Le Roi Est Mort, Vive Le Roi!. La idea de Cretu sobre este tercer álbum era que fuese el hijo de los otros dos álbumes previamente editados, y por tanto, incluyó elementos familiares como los cantos gregorianos y cantos sánscritos/védicos en él. Aunque el disco se había elaborado tan meticulosamente como los dos álbumes anteriores, no llegó a alcanzar el mismo nivel de éxito. Como resultado, solo dos sencillos, de los tres originalmente planeados, vieron la luz, siendo el tercero («The Roundabout») cancelado en 1998.
El álbum The Screen Behind the Mirror, publicado en el año 2000, incluyó samples del Carmina Burana de Carl Orff en cuatro de los temas del disco. Se prescindió un poco de los cantos gregorianos, pero aún conservaba las flautas shakuhachi y otros sonidos tradicionales de Enigma. Solo «Gravity of Love» y «Push the Limits» salieron como sencillos del álbum. Ruth-Ann Boyle, de la banda británica Olive, y el cantante jamaicano Andru Donalds, aparecieron por primera vez en el proyecto Enigma.
En 2001, Cretu publicó un nuevo sencillo llamado «Turn Around» al mismo tiempo que los recopilatorios Love Sensuality Devotion: The Greatest Hits y Love Sensuality Devotion: The Remix Collection, para terminar lo que se consideraba era el final de una etapa de Enigma. Como promoción, se estrenó un espectáculo de luz en el Planetario de Múnich en conjunción a la edición de los dos álbumes recopilatorios.
En el año 2003 se publicó el álbum Voyageur,que significó un cambio profundo en el sonido de Enigma. Prácticamente todos los famosos elementos musicales que había usado Cretu en sus trabajos anteriores tales como los cantos étnicos y gregorianos o las famosas flautas shakuhachi) se dejaron de usar en este disco. Como resultado, a gran parte del público no le fue fácil apreciar esta nueva dirección tomada por el artista, afectando negativamente a la venta del álbum. Desde el punto de vista estadístico, cada nuevo álbum de Enigma vendía cerca de la mitad de lo que había vendido el disco anterior.
El 28 de agosto de 2005 se había anunciado para el mes de octubre la publicación de un nuevo sencillo titulado «Hello + Welcome». Sin embargo, se pospuso para el 25 de noviembre, con la idea de promocionar con su música el combate de boxeo que tenía que disputar el deportista alemán Felix Sturm. Al ser anulada temporalmente dicha cita del torneo, se tuvo que retrasar, también, la publicación del sencillo, para que coincidiera con el combate pendiente del boxeador alemán. Finalmente, «Hello + Welcome» se editó por fin en Alemania el 10 de marzo de 2006. Tal como sucedió con el anterior trabajo de Michael Cretu (el álbum Voyageur), «Hello + Welcome» apenas tuvo similitud musical con los primeros trabajos de Enigma.
Para conmemorar los 15 años de Enigma, se lanzó el 9 de diciembre de 2005 un estuche especial de edición limitada titulado 15 Years After, que llevaba una portada basada en un cuadro artístico de Leonardo da Vinci, y que en el interior guardaba 8 discos: 5 CD para los cinco álbumes editados previamente, dos DVD (MCMXC a.D. The Complete Video Album, y Remember the Future) y un exclusivo CD con material inédito llamado The Dusted Variations, que incluía los grandes éxitos de Enigma relanzados por los productores británicos Rollo y Mark Bates para su proyecto musical Dusted. En este caso, los productores ingleses remezclaron los temas sin utilizar los samples y voces originales, al tiempo que conseguían que los temas sonaran de una forma etérea y semejante al de una orquesta de cámara. También estaba incluido en este CD el sencillo «Hello + Welcome», aún no editado por esas fechas. El mismo Michael Cretu, apoyando la promoción de este estuche de edición especial, se desplazó a Uden (Países Bajos) donde se estaban fabricando los discos para firmar los 1000 ejemplares que se destinarían a los 1000 primeros compradores del producto.
El 26 de septiembre de 2006, se publicó a nivel mundial el sexto álbum de Enigma, A Posteriori, que contenía una nueva versión de «Hello + Welcome». Incluía el que iba a ser el nuevo sencillo, «Goodbye Milky Way», que finalmente no se llegó a editar físicamente, pudiéndose solamente descargar digitalmente a través de iTunes. El sonido del álbum estuvo orientado mucho más al techno/pop electrónico que cualquiera de los discos anteriores publicados por Cretu. El concepto estaba basado en ciencias como la astronomía, la física, la historia, y la sociología. El 16 de diciembre de 2006 salió publicado la versión en DVD de A Posteriori, que incluía imágenes caleidoscópicas sincronizadas con la música que reproducía.
A finales de marzo de 2007 estuvo disponible el álbum A Posteriori en la versión especial Private Lounge Remix en itunes. Esta recopilación incluía doce pistas remezcladas por artistas como Boca Junior, Tocadisco, y otros. Algunas de estas pistas estaban previamente editadas tanto en la versión original de dicho álbum lanzado también en iTunes, como en el DVD de mismo nombre.
El 19 de septiembre de 2008 se publicó el séptimo álbum de Enigma, Seven Lives Many Faces, que llegó a estar también disponible en la Tienda de iTunes, con comentarios del propio Michael Cretu añadidos a cada pista y título del disco original, aparte de incluir un tema inédito añadido a ese álbum. El álbum ampliaba los nuevos sonidos creados por Michael Cretu en su anterior trabajo. Previamente, se publicó el 15 de agosto el nuevo sencillo «La Puerta del Cielo»/«Seven Lives»,en el cual participó la cantante española Margarita Roig como cantante.En el álbum se apreciaba la fusión de elementos musicales modernos y clásicos.
El 21 de octubre se anunció el nuevo sencillo «The Same Parents», que estaría disponible solo a través de la descarga digital en iTunes.
El 23 de noviembre de 2009 salio The Platinum Collection,un recopilatorio conformado por tres CD,editándose a nivel mundial el 9 de febrero de 2010.El primer CD contenía los éxitos de Enigma, el segundo, remezclas; y el tercero, una colección de piezas musicales perdidas con las que Michael Cretu experimentaba, y las cuales nunca había utilizado y llegado a publicar anteriormente.
Tras ocho años de inactividad,en el año 2016 Michael Cretu publicó a través de su cuenta de Facebook un mensaje anunciando su próximo álbum de estudio titulado The Fall of a Rebel Angel.

## Sencillo «MMX (The Social Song)» por el 20º aniversario
El 5 de octubre de 2010, y para conmemorar el 20º aniversario del primer álbum MCMXC a.D., se dio a conocer el proyecto social song de Enigma. A los fanes se les animó a colaborar con una grabación vocal para un nuevo tema de Enigma. Después se les invitó a que votasen, siendo ganador el «Fei mea» de la cantante letona Fox Lima.
Los tres siguientes más votados fueron: Mark Joshua, de Brasil,J. Spring, de España; y Rasa Serra de Lituania, todos ellos aportaron partes importantes en la interpretación vocal, como el puente, el acompañamiento y la estrofa en la versión final del sencillo. Los fanes siguieron influenciando en las siguientes etapas de la creación del tema, al votar en aspectos como los instrumentos a usar o el estilo en el que quedaría la canción. 
La mezcla final del sencillo titulado «MMX (The Social Song)» fue lanzado el 15 de diciembre de 2010.
Se convirtió en la primera canción creada por y para los aficionados a través de Internet.

## Influencia
Los dos primeros álbumes de estudio de Enigma también dieron lugar a la creación y popularización de bandas y grupos musicales que siguieron estilos similares, a menudo llamado música enigmatica. El primer álbum de Enigma fue mentado como uno de los álbumes más importantes e influyentes en la corriente principal de la música new age. El álbum no solo popularizó el estilo de música enigmatica sino que también introdujo algunos cambios técnicos en la producción musical. Con MCMXC a.D., Michael Cretu había desarrollado las características técnicas e intenciones del sampling. Aunque el sampling se encontraba en uso desde hacía mucho antes (introducido por músicos como Jean-Michel Jarre, Klaus Schulze y otros), Cretu construyó su propia música en torno a secuencias completas de piezas grabadas previamente. Su método no fue el remezclado y la remodelación, sino más bien la recontextualización al cambiar el ambiente natural de una pieza de música. Un nuevo método de composición y proceso de creación de un álbum que fue adoptado principalmente por los artistas del hip hop, así como los productores de música electrónica. Fue uno de los primeros álbumes que se registraron directamente en disco duro. MCMXC a.D. fue uno de los primeros pasos en una serie de desarrollos que erradicaron la división entre cultura popular y underground.
Era y Gregorian (este último liderado por el exmiembro de Enigma Frank Peterson) se encuentran entre algunos grupos notables que capitalizaron en gran medida las canciones que incorporan cantos gregorianos dentro de sus obras. Enigma y Deep Forest también son considerados por muchos como los primeros que han llevado el género del canto tribal a los oídos del público. Achillea, un proyecto musical del arreglista y guitarrista en varios de los discos de Enigma, Jens Gad, cuenta con música de ambientes atmosféricas similares, al tiempo que incluye voces femeninas en diferentes idiomas, con diferentes cantantes procedentes de diferentes partes del mundo. Enigma también influyó en Christopher von Deylen en su proyecto musical Schiller.
Críticos y aficionados han anotado las posibles influencias, si no las similitudes con el trabajo de Enigma con las obras de otros músicos notables. Algunos ejemplos incluyen el álbum Semantic Spaces de Delerium, los álbumes The Songs of Distant Earth y Tubular Bells III de Mike Oldfield, todos los álbumes de B-Tribe, así como otros proyectos de Claus Zundel, y la versión de Sarah Brightman de la canción «Eden», de Hooverphonic.
Varias canciones destacadas de Enigma han aparecido en notables series de televisión y películas:
| Canción                        | Aparición   | Título (año)                                  | Anotación                                              |
| ------------------------------ | ----------- | --------------------------------------------- | ------------------------------------------------------ |
| «Sadeness (Part I)»            | Película    | Single White Female (1992)                    |                                                        |
| «Sadeness (Part I)»            | Película    | Boxing Helena (1993)                          |                                                        |
| «Sadeness (Part I)»            | Película    | Exit to Eden (1994)                           |                                                        |
| «Sadeness (Part I)»            | Película    | Tropic Thunder (2008)                         |                                                        |
| «Sadeness (Part I)»            | Película    | Gomorra (2008)                                | Incluye la versión Violent US Remix                    |
| «Sadeness (Part I)»            | Trailer     | The 13th Warrior (1999)                       |                                                        |
| «Sadeness (Part I)»            | Serie de TV | The Brothers Grunt (1994)                     | 1.ª temporada–episodio 1 («The Ceremony»)              |
| «Sadeness (Part I)»            | Serie de TV | Cold Case (2003–2010)                         | 2.ª temporada–episodio 5 («Who's Your Daddy»)          |
| «Sadeness (Part I)»            | Serie de TV | It's Always Sunny in Philadelphia (2005– )    | 6ª temporada–episodio 8 («The Gang Gets a New Member») |
| «Principles of Lust»           | Película    | Charlie's Angels (2000)                       |                                                        |
| «Carly's Song»                 | Película    | Sliver (1993)                                 |                                                        |
| «Carly's Loneliness»           | Película    | Sliver (1993)                                 |                                                        |
| «Return to Innocence»          | Película    | Exit to Eden (1994)                           |                                                        |
| «Return to Innocence»          | Película    | Man of the House (1995)                       |                                                        |
| «Return to Innocence»          | Serie de TV | My So Called Life (1994–1995)                 | 1.ª temporada–episodio 5 («The Zit»)                   |
| «Return to Innocence»          | Serie de TV | The Outer Limits (1995–2002)                  | 1.ª temporada–episodio 12 («The Conversion»)           |
| «Return to Innocence»          | Serie de TV | Cold Case (2003–2010)                         | 3.ª temporada–episodio 15 («The Sanctuary»)            |
| «The Eyes of Truth»            | Trailer     | The Long Kiss Goodnight (1996)                |                                                        |
| «The Eyes of Truth»            | Trailer     | The Matrix (1999)                             |                                                        |
| «I Love You ... I'll Kill You» | Película    | Money Train (1995)                            |                                                        |
| «I Love You ... I'll Kill You» | Trailer     | Eraser (1996)                                 |                                                        |
| «Beyond the Invisible»         | Serie de TV | La femme Nikita (1997–2001)                   | 1.ª temporada–episodio 11 («Rescue»)                   |
| «Modern Crusaders»             | Serie de TV | La femme Nikita (1997–2001)                   | 4.ª temporada–episodio 17 («Sleeping with the Enemy»)  |
| «Modern Crusaders»             | Serie de TV | JoJo's Bizarre Adventure: Ōgon no Kaze (2019) | 2ª ending-episodio 22-                                 |

## Premios
World Music Awards:
- Artista alemán en solitario más popular, 2002[11]

ECHO:
- Marketing del año para un producto nacional, 1992
- Artista nacional más exitoso en el extranjero, 1992
- Artista nacional más exitoso en el extranjero (por The Cross of Changes), 1995
- Artista nacional más exitoso en el extranjero (por «Beyond the Invisible»), 1997

Principales certificaciones conseguidas para los álbumes:
- 3 discos de platino y 3 de oro por parte de la Bundesverband Musikindustrie
- 7 discos de platino y uno de oro por parte de la Recording Industry Association of America
- 1 disco de oro por parte de la Canadian Recording Industry Association
- 5 discos de platino, 2 de oro y uno de plata por parte de la British Phonographic Industry

Más de 100 premios de platino en todo el mundo.

## Tecnología de grabación
Michael Cretu registró los primeros cinco discos de Enigma en sus estudios de grabación particulares de A.R.T. Studios, ubicados en la isla española de Ibiza. Desde 1988 hasta 2001, los estudios se encontraron en su casa de Santa Eulalia del Río, y desde 2001 hasta 2008 en su nueva casa cerca de San Antonio Abad, antes de que se decidiera derribar judicialmente en 2007 por estar construida en un espacio protegido de la isla. El equipo del estudio cambiaba periódicamente. El sexto y séptimo álbum se registraron mediante un sistema informático móvil, llamado «Alchemist». En 2010 estaba listo para usarse un nuevo sistema llamado «Merlin», y la primera música grabada en él fue el «MMX (The Social Song)».

## Samplingy demandas
En 1994, el coro muniqués Kapelle Antiqua y su discográfica, Polydor, demandaron a Michael Cretu por infringir los «derechos morales» sobre sus grabaciones al sacarlas de contexto a través del sampleado para usarlas en los temas «Sadeness (Part I)» y «Mea Culpa».
Ya en 1998 volvió a ser objeto de demanda; esta vez por el matrimonio de Difang Duana e Igay Duana, de la tribu taiwanesa de los ami, que lo demandaron por no acreditar sus grabaciones vocales que Cretu sampleó para usarlas en el tema «Return to Innocence». Los casos fueron resueltos en ambos juicios a favor de los demandantes, con la consiguiente obligación para Michael Cretu de compensar a los afectados y acreditar legalmente el material sampleado a sus verdaderos autores. El anonimato perseguido por Cretu desde la publicación del primer álbum de Enigma se vio inevitablemente afectado debido a la exposición pública en el que se vio envuelto el músico en el primer juicio.
Los samples usados en la producción del tercer y cuarto álbum, Le Roi Est Mort, Vive Le Roi! y The Screen Behind the Mirror, fueron debidamente acreditados, mientras que para la producción de Voyageur no se llegó a usar la técnica del sampleado.

## Colaboradores
En el proyecto musical Enigma colaboraron varios artistas musicales, entre los cuales figuraron Frank Peterson, que había tenido una importante influencia en la creación del proyecto, y que seguiría una carrera musical propia basada mayormente en los cantos gregorianos; y la de su entonces esposa y cantante Sandra, que había dejado su voz en los cinco primeros álbumes de Enigma antes de divorciarse de su marido en 2008. También, a lo largo del trayecto, se incorporaron otros colaboradores para prestar sus voces o instrumentos musicales.
| Artista                  | Tiempo             | Ocupación                               |
| ------------------------ | ------------------ | --------------------------------------- |
| Michael Cretu            | 1990 – Actualmente | Productor, teclista, samples, vocalista |
| Sandra                   | 1990 – 2003        | Vocalista                               |
| Frank Peterson           | 1990-2008          | Samples                                 |
| David Fairstein          | 1990 – 2000        | Letrista                                |
| Louisa Stanley           | 1990 – 2006        | Voces                                   |
| Jens Gad                 | 1993 – 2003        | Guitarrista                             |
| Peter Cornelius          | 1993 – 1996        | Guitarrista                             |
| Andreas Harde            | 1993               | Vocalista                               |
| Ruth-Ann Boyle           | 1999 – 2003,2008   | Vocalista                               |
| Andru Donalds            | 2000 – 2008        | Vocalista                               |
| Elisabeth Houghton       | 2000               | Voces                                   |
| Margarita Roig           | 2008               | Vocalista                               |
| Nanuk                    | 2008 – 2016        | Vocalista, narración                    |
| Nikita y Sebastian Cretu | 2008               | Voces                                   |
| Anggun                   | 2016               | Vocalista                               |
| Aquilo                   | 2016               | Vocalistas                              |
| Michael Kunze            | 2016               | Letrista                                |

## Discografía
| Álbumes de estudio - MCMXC a.D. (1990) - The Cross of Changes (1993) - Le Roi Est Mort, Vive Le Roi! (1996) - The Screen Behind the Mirror (2000) - Voyageur (2003) - A Posteriori (2006) - Seven Lives Many Faces (2008) - The Fall of a Rebel Angel (2016) | Recopilatorios y remezclas - Trilogy (1998) - Love Sensuality Devotion: The Greatest Hits (2001) - Love Sensuality Devotion: The Remix Collection (2001) - 15 Years After (2005) - The Platinum Collection (2009) Sencillos sin álbum - «Hello + Welcome» (2006) - «MMX (The Social Song)» (2010) |